# Risorgive del Vinchiaruzzo
Le Risorgive del Vinchiaruzzo si trovano nella bassa pianura a sud-est del comune di Cordenons e traggono il loro nome dalla parola del friulano occidentale per salice, ovvero "vincjâr", infatti la zona è ricca di questi alberi. In questo noto ambito naturalistico riaffiorano le acque raccolte dai bacini montani e dell'alta pianura dei magredi. Ritornano in superficie perché il loro deflusso tra le ghiaie viene ostacolato dai sedimenti argillosi sempre più frequenti.

## Descrizione

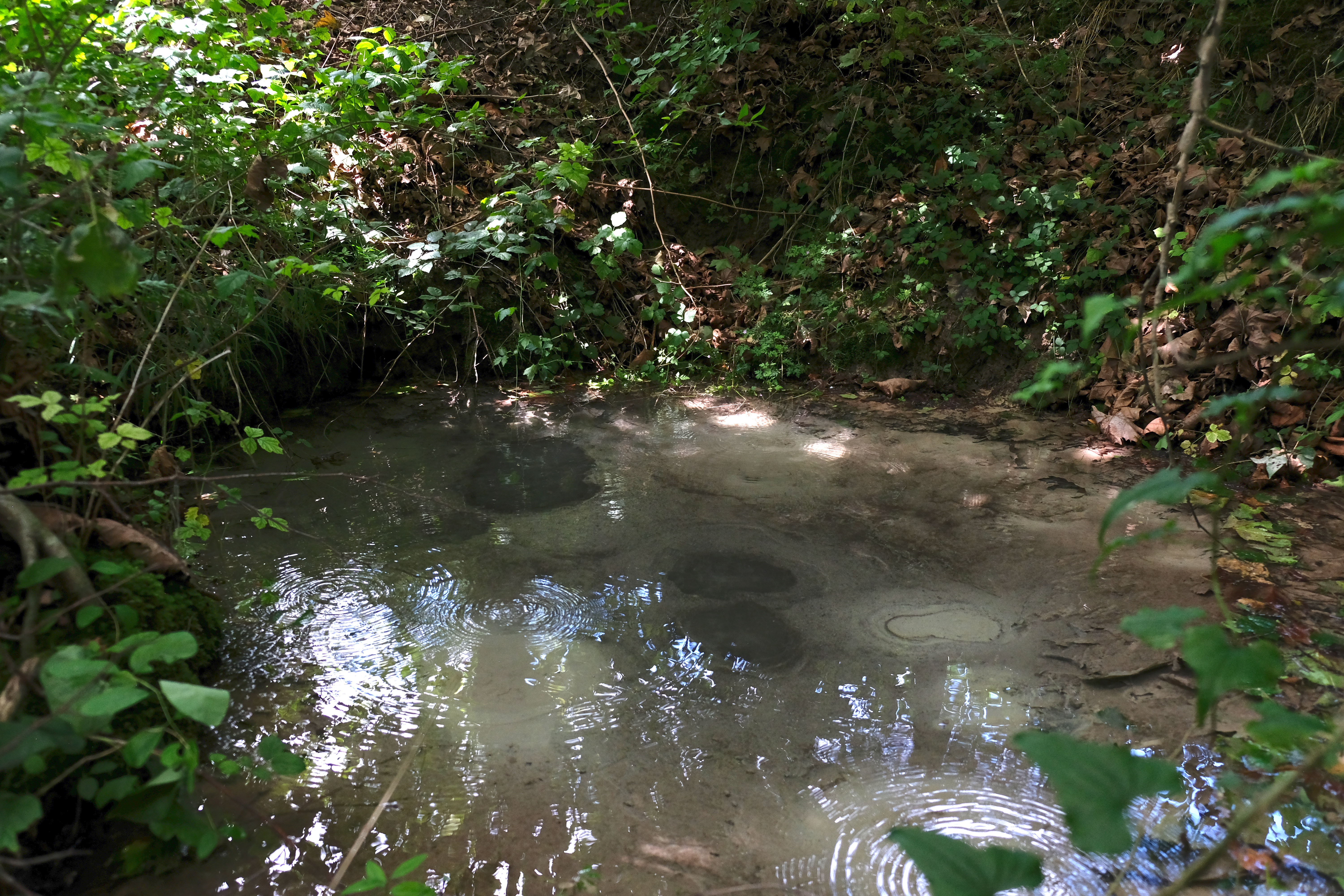
Pozza di risorgiva presso le Risorgive del Vinchiaruzzo

A differenza dei già citati Magredi, dove l'acqua scompare, nelle risorgive invece l'acqua riaffiora in varie "polle" (o "olle"), che sono delle pozze simili a dei piccoli stagni.
Tale fenomeno è causato dall'impermeabilità del suolo, costituito da argilla, che frena il deflusso sotterraneo dell'acqua, costringendola a risalire. Queste polle danno successivamente vita a numerosi rii (Muli brusà, Vena stuarta, Royal, Gravotti, Senta...). il cui decorso viene tagliato da un canale artificiale "canal de Battistin" che convoglia tutto su una cartiera, a fini idroelettrici.
L'intera zona è un raffinato habitat per varie specie di flora e fauna. Oltre ai fenomeni naturali, nelle risorgive del Vinchiaruzzo vi è, a causa di questi, un cambiamento rispetto ai Magredi nella flora prima, e nella fauna poi.

## Ambiente

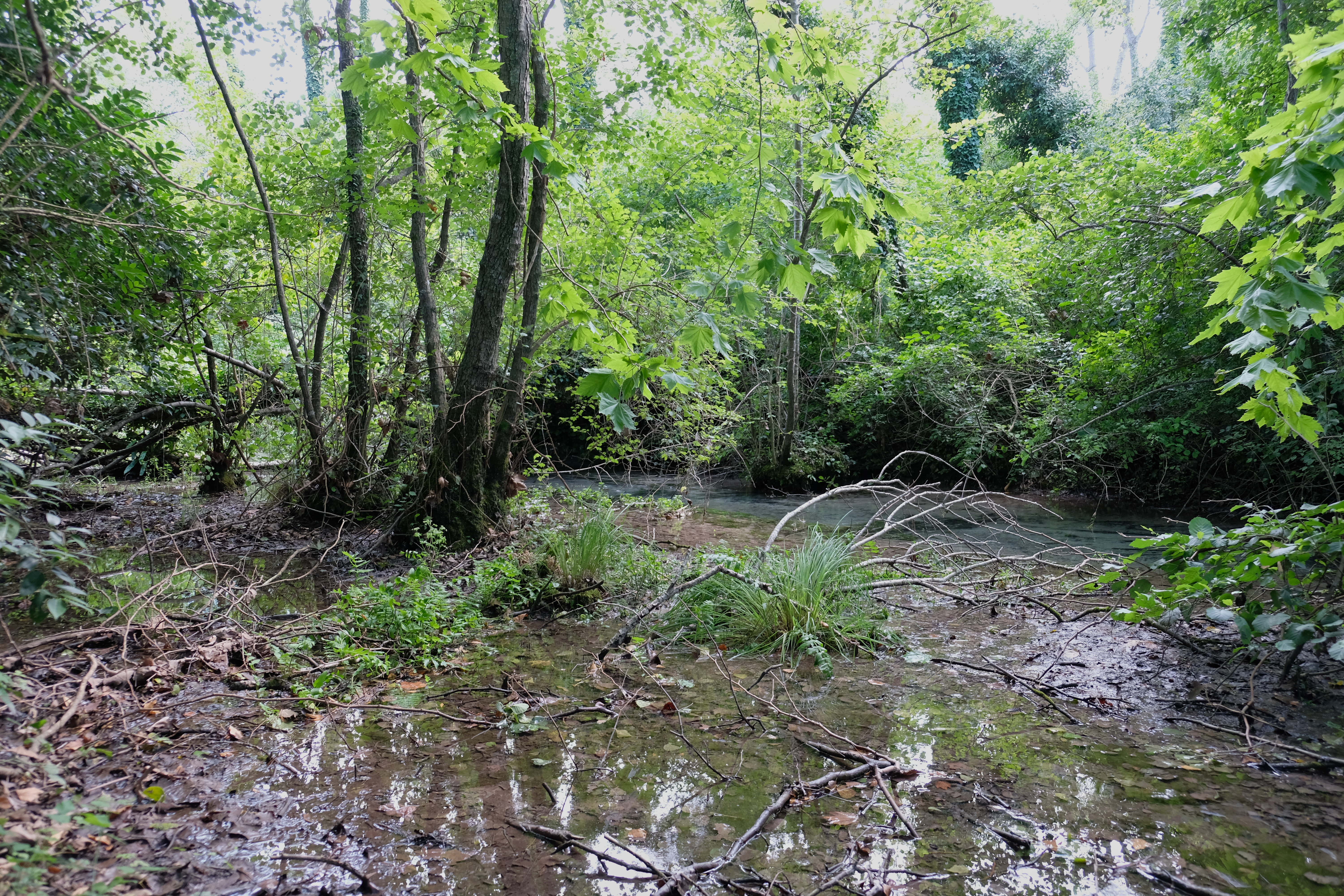
Zona paludosa delle Risorgive del Vinchiaruzzo

### Flora
Buona parte dell'area confinante con le polle è ricoperta da piantagioni di pioppi, ma a livello di alberi sono presenti anche ontani, acacie e altri alberi da fusto di grandezza media. Sempre vicino alle polle, nel "sottobosco", si riconoscono le varietà di "erbe" tipiche delle zone acquitrinose, ma via via che ci si allontana da esse, l'ambiente diventa ricco di vasti prati di Graminacee e di erbe da foraggio.

### Fauna
È grande la varietà faunistica, specie all'interno degli uccelli. Caratteristica della zona, oltre ai comuni merli (Turdus merula) e passere d'italia (Passer italiae), è la presenza della poiana (Buteo buteo) e di altri passeriformi come l'usignolo (Luscinia megarhynchos).
Non di rado capita poi nei pioppeti di sentire il caratteristico picchiettio dei picchi, in particolare del picchio verde (Picus viridis).
Cospicua è poi la presenza di lepri, accompagnate da alcune volpi, e di altri piccoli mammiferi.

## Diversità e legami
Oltre a molte diversità, Magredi e Risorgive del Vinchiaruzzo contengono numerosi punti in comune.
Innanzitutto, a causa della siccità dei Magredi, le Risorgive rappresentano un'importante fonte d'acqua per gli uccelli che nidificano nella zona.
Simbolo del legame fra Magredi e Risorgive è poi la presenza in entrambi della rara Albanella minore (Circus pygargus), uccello per il quale il WWF lanciò una campagna di salvaguardia nazionale a causa della diminuzione degli habitat ad esso adatti. Essa nidifica al confine tra le due zone e caccia nei Magredi.
Oggigiorno, però, a causa di progetti specialmente stradali, si rischia di rompere il legame tra questi due ambienti così diversi ma al contempo interdipendenti.

## Galleria d'immagini

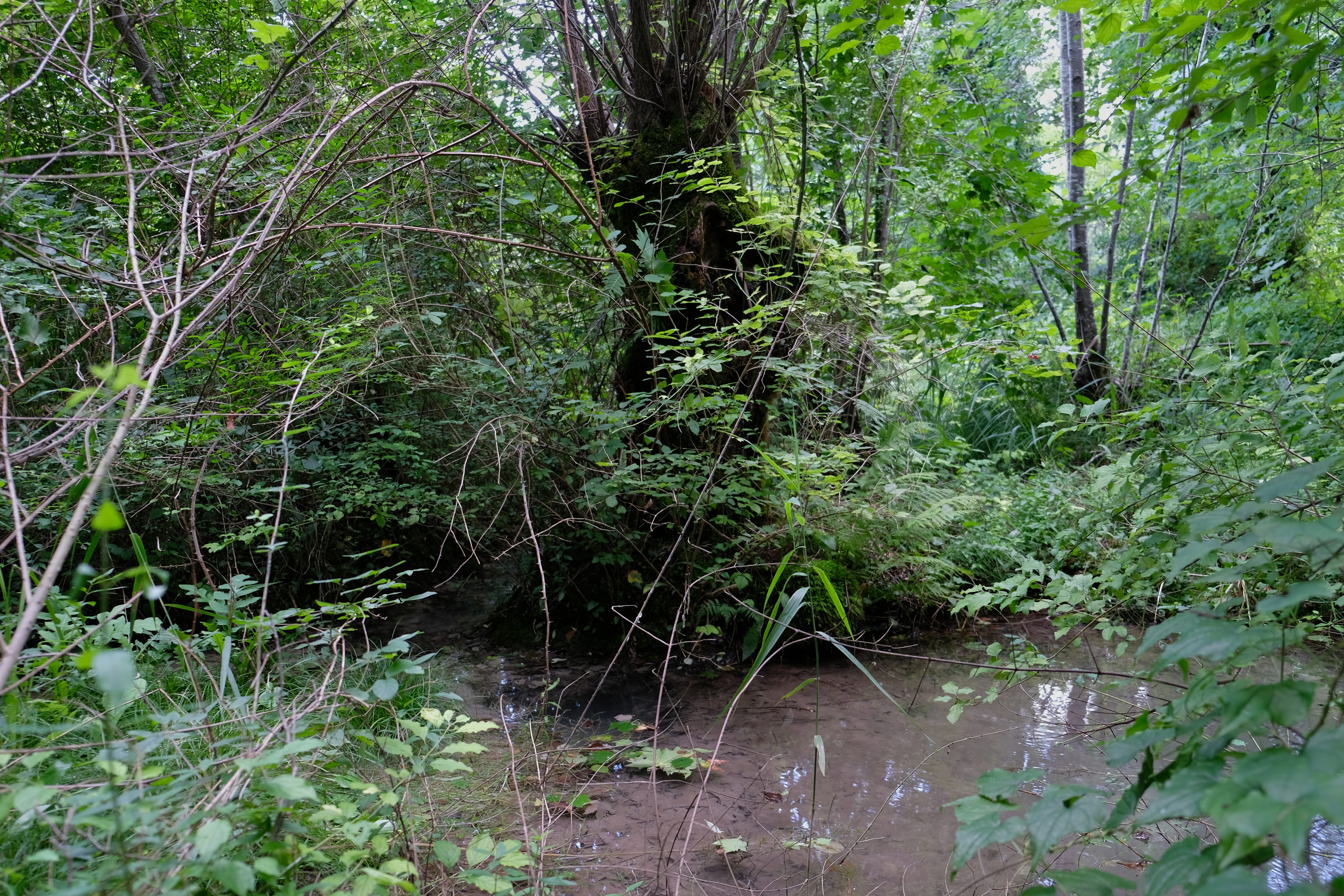
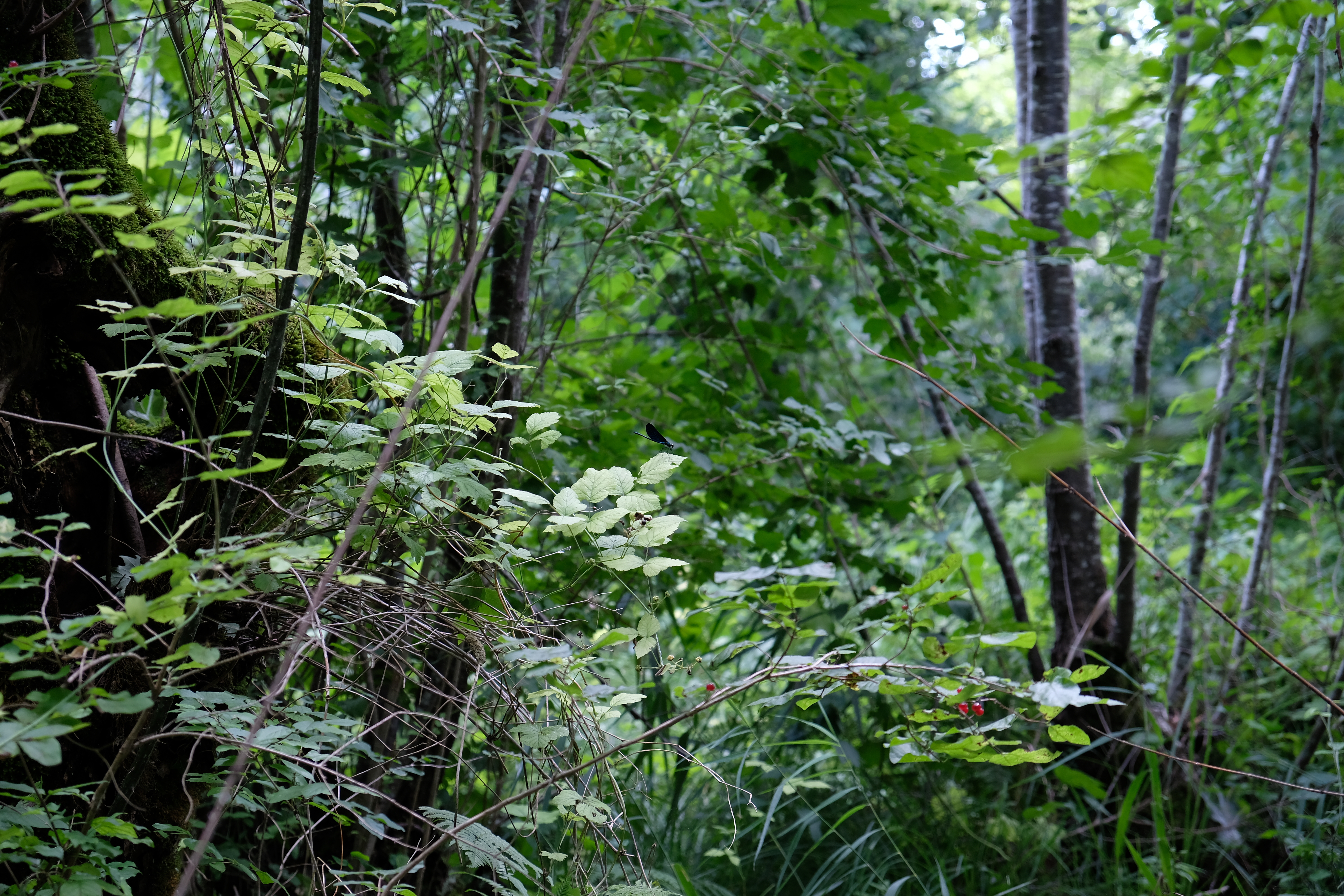
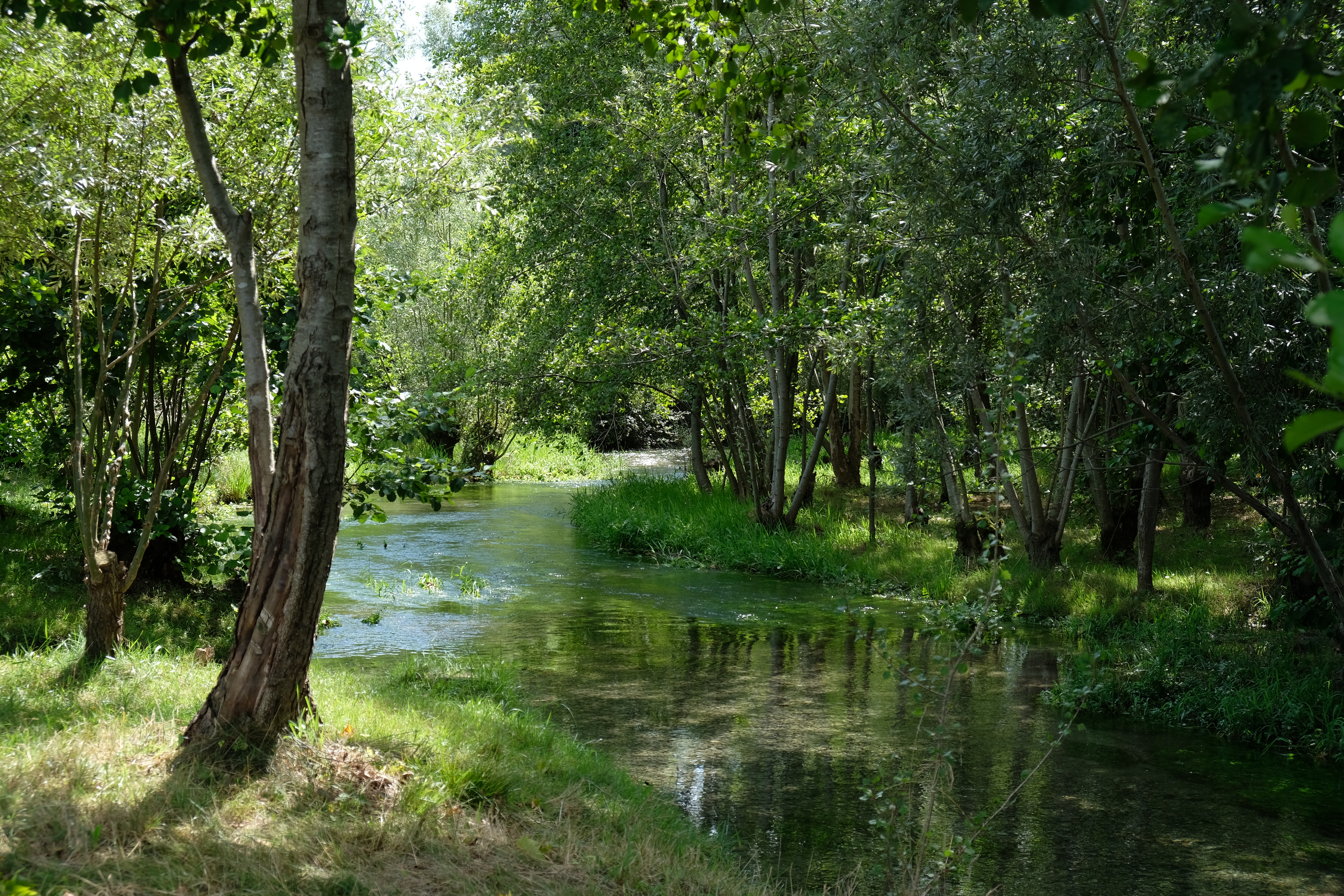
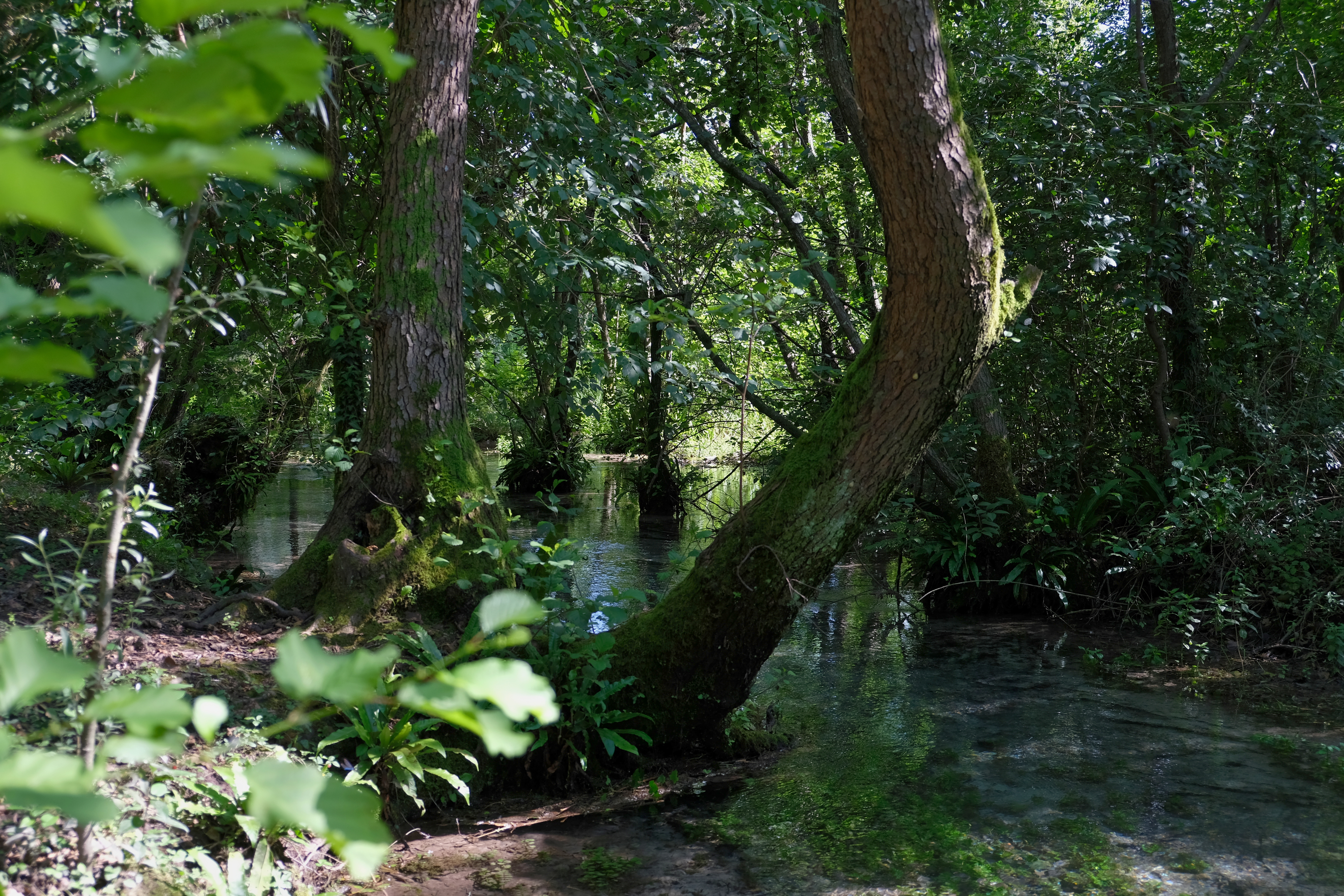